# Darrell K Royal-Texas Memorial Stadium
Le Darrell K. Royal-Texas Memorial Stadium est un stade de football américain de 100 119 places situé sur le campus de l'université du Texas à Austin dans la ville de Austin au Texas. L'équipe de football américain universitaire des Longhorns du Texas évolue dans cette enceinte inaugurée le 27 novembre 1924 qui comptait alors 27 000 places. Ce stade est la propriété de l'Université du Texas à Austin.
Memorial Stadium, nom initial du stade, fait référence aux morts de la Première Guerre mondiale. Le nom de Darrell K. Royal, entraîneur des Longhorn de 1957 à 1976, fut ajouté en 1996.
Cette enceinte fut souvent en travaux afin d'augmenter sa capacité. Dès 1926, le stade compte 40 500 places puis 60 130 en 1948, 75 504 en 1975 et 80 082 en 1999. En 2008 la capacité   fut porté a plus 90 000 places. La prochaine phase de travaux en 2009 portera la capacité a 100 119 places, devenant ainsi le plus grand stade du Texas.
Le stade comprenait à l'origine une piste d'athlétisme, mais cette dernière fut supprimée lors des travaux de 1999. 
Entre 1969 et 1996, la surface de jeu était artificielle. Après plus de dix ans de pelouse naturelle, en 2009 le synthétique est de nouveau utilisé.

## Galerie

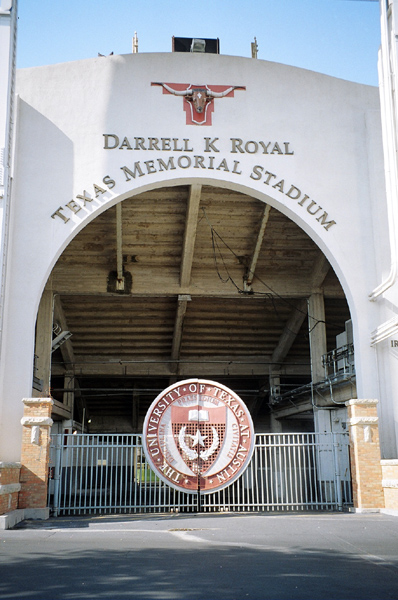
Façade
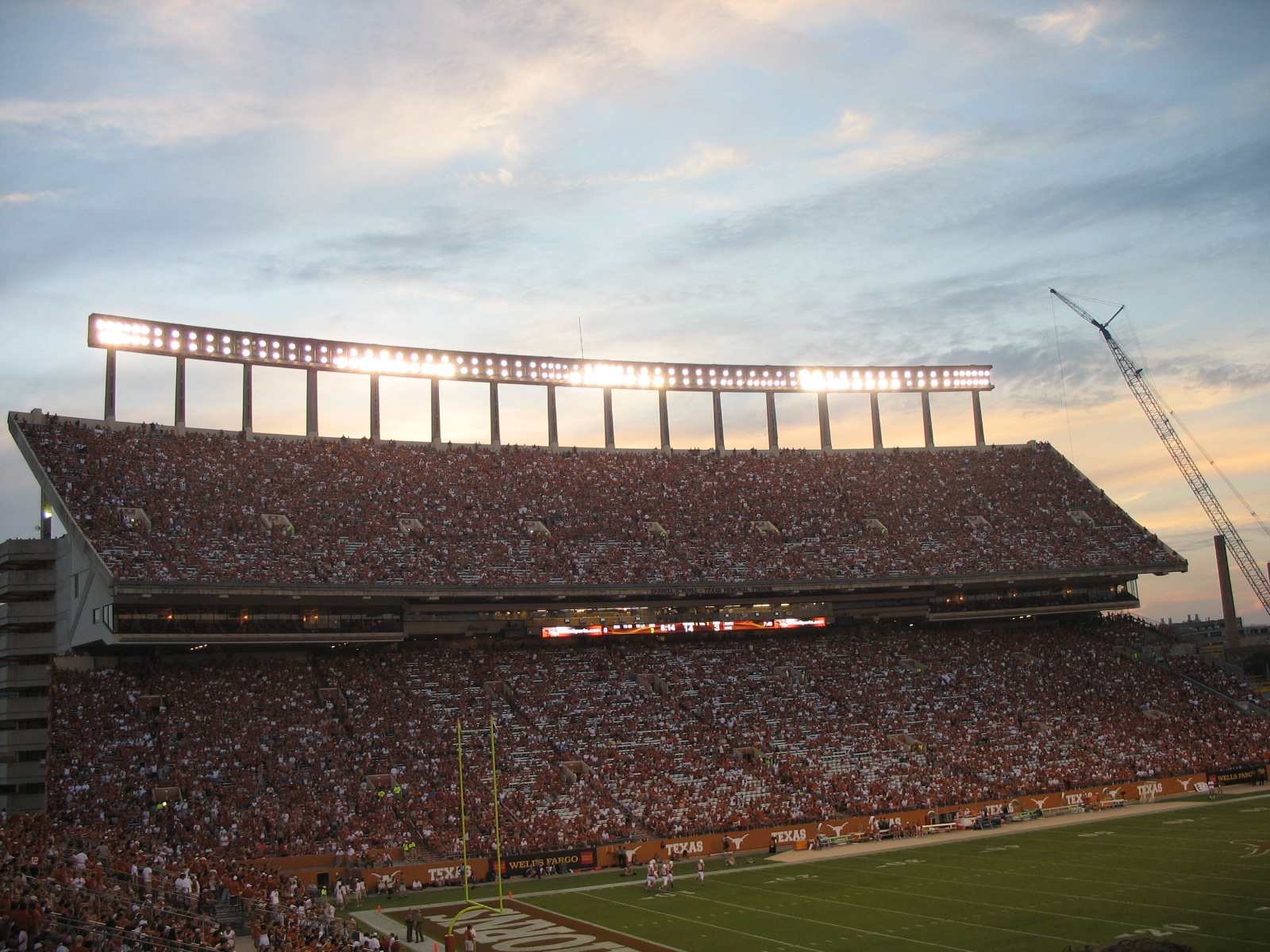
Intérieur
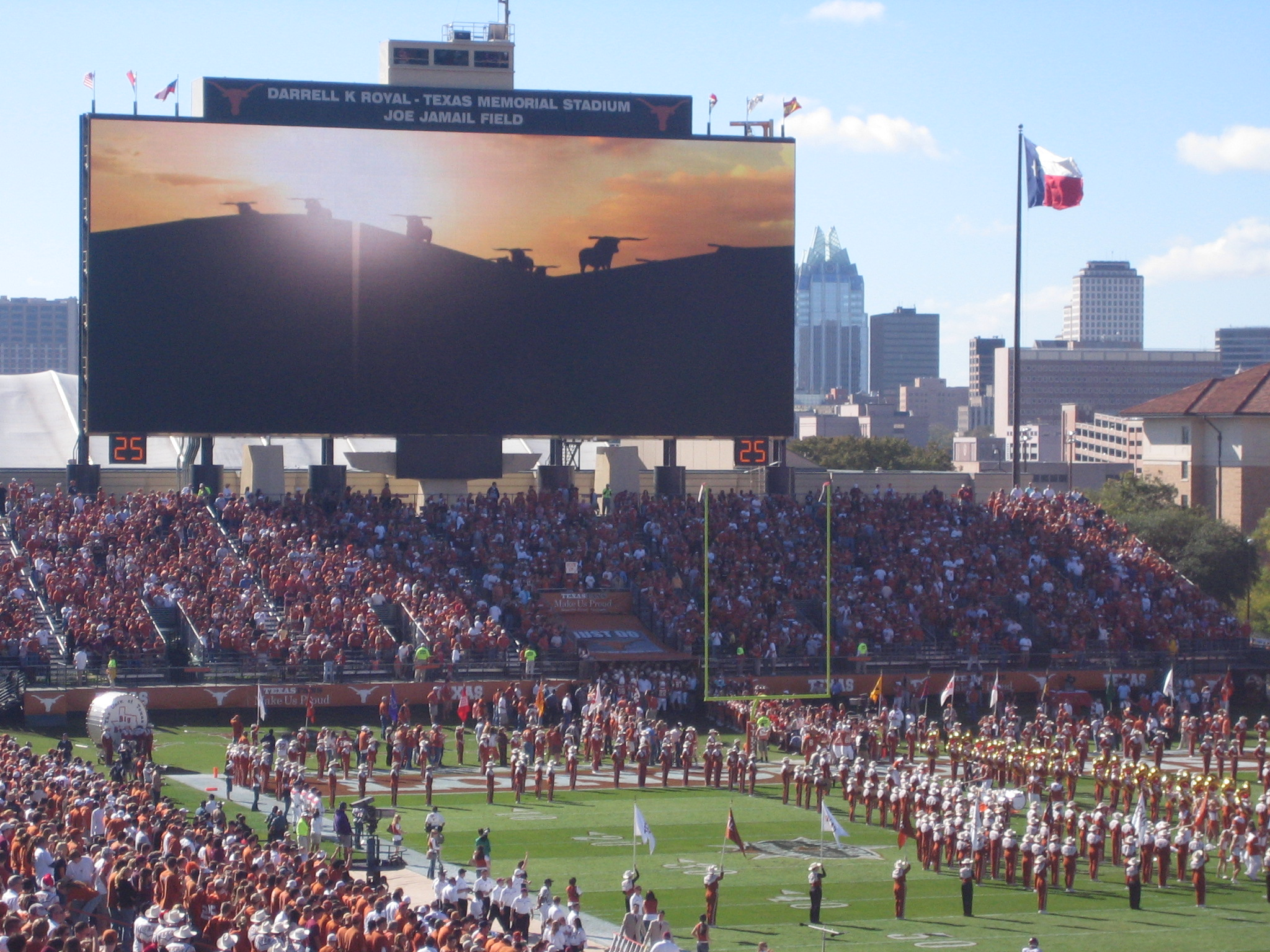
Tableau d'affichage Godzillatron
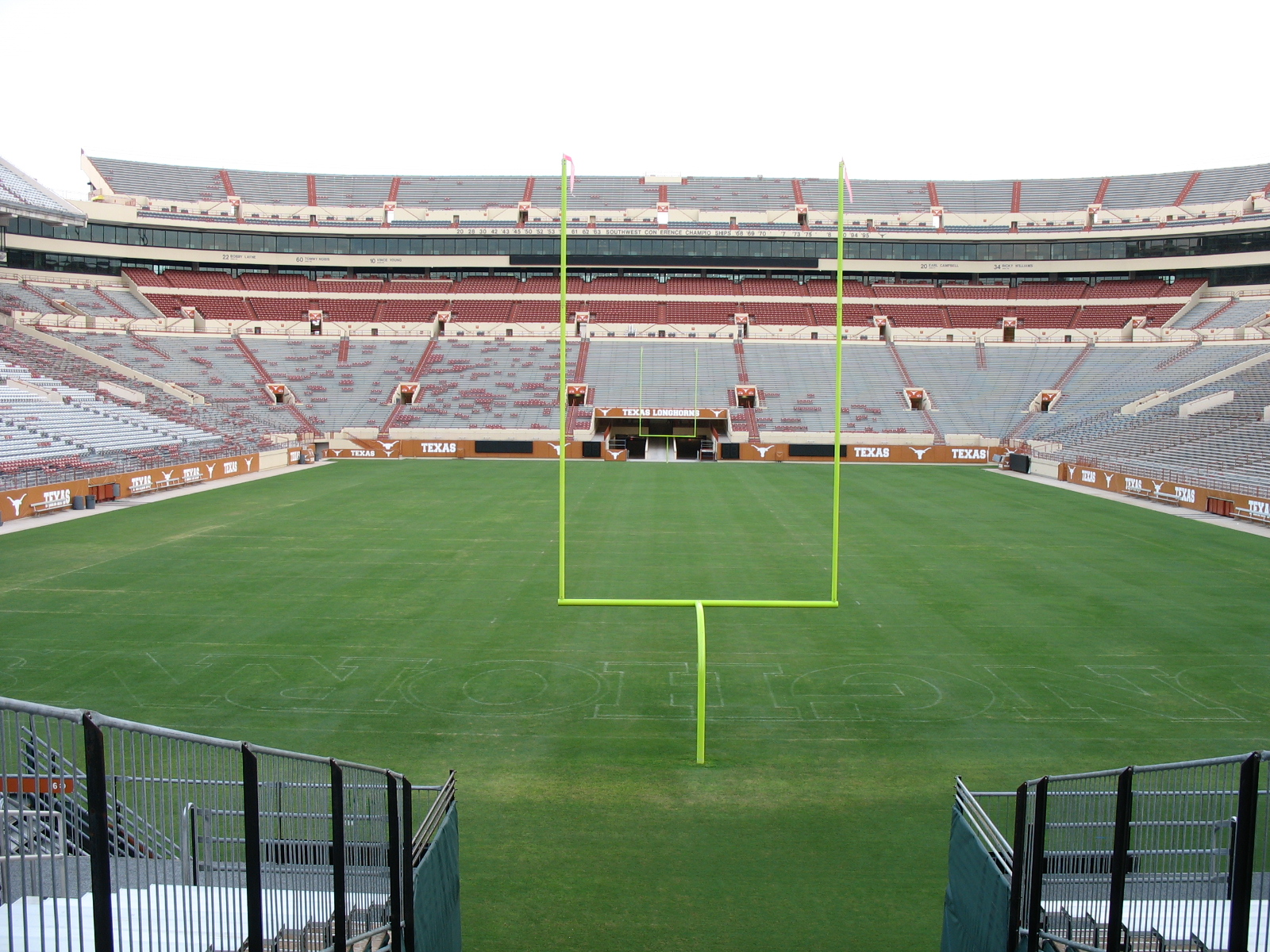
Nouvelle section nord